# Kristen Meier
Kristen Meier (* 8. Februar 1991 in Syracuse, New York) ist eine US-amerikanische Fußballspielerin.

## Karriere
Meier wurde Anfang 2013 beim College-Draft zur neugegründeten NWSL in der dritten Runde an Position 23 vom Seattle Reign FC verpflichtet. Ihr Ligadebüt gab sie am 14. April 2013 gegen die Chicago Red Stars als Einwechselspielerin. Nach sechs Ligaeinsätzen in der Saison 2013 wurde Meier am Saisonende von Seattle freigestellt.
Im März 2014 nahm Meier an einem Probetraining der Western New York Flash teil und wurde im Anschluss fest verpflichtet, jedoch bereits nach einem Spieltag wieder freigestellt. Daraufhin wechselte sie zum W-League-Teilnehmer Braddock Road Stars Elite.